# منى بوراشي
منى أبو عزة بوراشي هي واحدة من سيدات الأعمال اللبنانيات البارزات. وفي عام 2013، حلّت رئيسة مجلس إدارة شركة «الجزائري للنقل» اللبنانية. جاءت منى بوارشي في المرتبة 11 في لائحة مجلة «فوربس» للشرق الأوسط الخاصة بأول «100 امرأة عربية الأكثر تأثيرا في الحكومة والأعمال التجارية للعائلة». بدأت بوراشي حياتها المهنية كموظفة في شركة والدها؛ إلى أن أصبحت رئيسة مجلس إدارة شركة الجزائري للنقليات ورئيسة مجلس إدارة شركة «جازا شارت». وفي العام 1991، شغلت منصب رئاسة مجلس إدارة مؤسسة عبد السلام أبو عزة الجزائري للأعمال الخيرية إلى جانب كونها عضوًا في جمعية أصحاب السفن اللبنانية والاتحاد الدولي لشركات النقل والترانزيت (FIATA). وفي 1998، أشرفت على العديد من المشاريع التي حملت اسم والدها في منطقة رأس بيروت. وتدير بوارشي شبكة من شركات الشحن والنقل الدولي من لبنان إلى الأردن والعراق وتركيا وقبرص. تمتلك بوراشي خبرة في العديد من المجالات العملية منها: شحن البضائع، وإدارة الموارد البشرية، والتخطيط الاستراتيجي والإدارة، والتدريب على الإدارة، والعلاقات العامة.

## معلومات أساسية

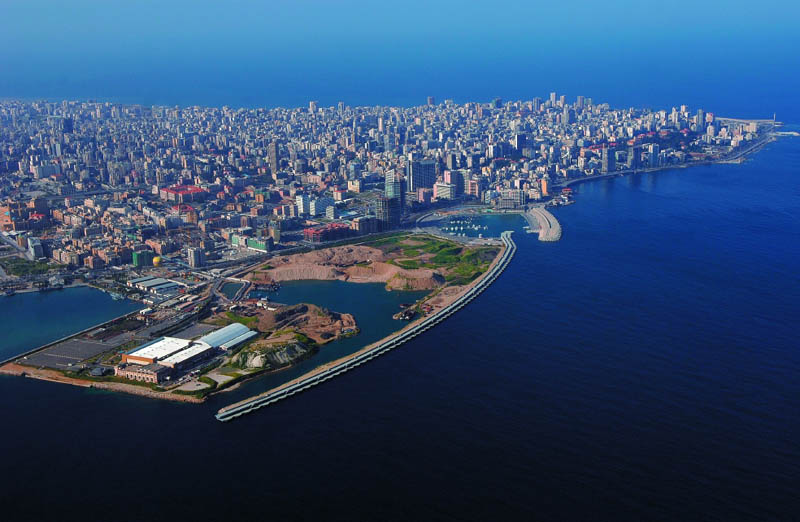
صورة جوية لبيروت حيث ولدت البوراشي

اولدت بوراشي في بيروت، لبنان عام 1948. وتعد بوراشي الابنة الوحيدة لوالدها عبد السلام أبو عزه الجزائري. واقترنت بالسيد فؤاد بوراشي ورزقا بابنتين هما عبير وهبة وابن واحد يدعى جواد.

## التعليم
درست بوراشي في مدرسة الأنترناشيونال كوليدج، ونالت إجازة في العلوم عام 1970. وفي العام 1977، تابعت دراستها في الجامعة نفسها، ونالت شهادة الماجستير في إدارة الأعمال. وحصلت مؤخرًا على شهادة الدكتوراه في إدارة الأعمال من جامعة الكسليك في لبنان. تتحدث بوراشي العديد من اللغات كالإنكليزية، والعربية، والفرنسية.

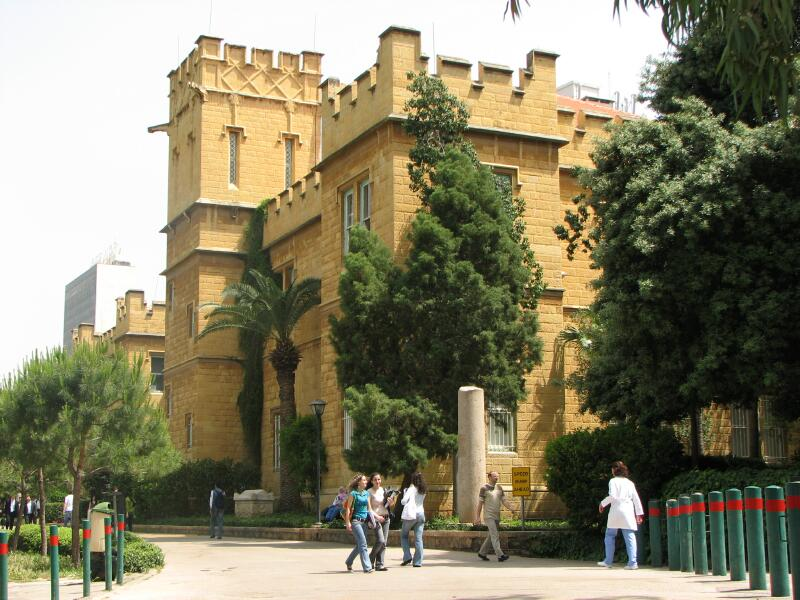
الجامعة الأمريكية في بيروت حيث درست بوراشي إدارة الأعمال

## الحياة الوظيفية
بدأت بوراشي حياتها المهنية كموظفة في شركة والدها؛ إلى أن أصبحت رئيسة مجلس إدارة شركة الجزائري للنقليات ورئيسة مجلس إدارة شركة «جازا شارت». وفي العام 1991، شغلت منصب رئاسة مجلس إدارة مؤسسة عبد السلام أبو عزة الجزائري للأعمال الخيرية إلى جانب كونها عضوًا في جمعية أصحاب السفن اللبنانية والاتحاد الدولي لشركات النقل والترانزيت (FIATA). وفي 1998، أشرفت على العديد من المشاريع التي حملت اسم والدها في منطقة رأس بيروت.

### صعوبات
خلال فترة السبعينيات، عندما بدأت بالعمل في الشركة، حيث تقول: «كان موقعي على المرفأ، وكان يجب علي أن أمر في مراحل عدة في المرفأ كي أصل إلى المكان الذي أريده. فترة تمريني لم تكن سهلة، لأنني لست رجلًا لأنزل وأعايش الأمور. ولم يكن هناك إنترنت كي أتعلم بسرعة، كما لم يكن هناك كتب لتعلم مجال النقل أو حتى مهنة النقل كي أدرسها في الجامعة. لذا كانت الوسيلة الوحيدة للتعرف على طريقة العمل كانت من خلال الاستعانة بالشباب، لكنهم كانوا يعلمونني بشكل انتقائي، وبالتالي كانت العملية بطيئة. بينما لو كنت رجلاً، لنزلت بنفسي إلى البواخر والشاحنات، ورأيت وتعلمت بطريقة أسرع».

## إنجازات

### التحصيل العلمي
- شهادة ماجستير، إدارة الأعمال، 1977، الجامعة الأميركية في بيروت، لبنان.
- شهادة بكالوريوس، إدارة أعمال، 1970، الجامعة الأميركية في بيروت، لبنان.
- شهادة البكالوريا اللبنانية (قسم ثاني) 1967، إنترناشيونال كولدج، لبنان.[2]

### مجالات الخبرة
تمتلك بوراشي خبرة في العديد من المجالات العملية منها: شحن البضائع، وإدارة الموارد البشرية، والتخطيط الاستراتيجي والإدارة، والتدريب على الإدارة، والعلاقات العامة.

### المسار المهني
- رئيسة، منذ 1991، نقليات الجزائري.
- نائبة رئيس، من 1977 حتى 1991، نقليات الجزائري.
- محاسبة وأمينة سرّ، من 1975 حتى 1977، نقليات الجزائري.
- موظفة إدارية، توثيق، وعروضات (متدربة)، من 1970 حتى 1975، نقليات الجزائري.
- متدربة، من 1968 حتى 1970، نقليات الجزائري.[2]

### مراكز شرفية وعضويات
- عضو في مجلس أمناء جمعية المقاصد، منذ 2006.
- عضو في مجلس أمناء مدرسة الإنترناشيونال كولدج، منذ 1999.
- عضو في جمعية الإدارة اللبنانية (LMA)، منذ 1998.
- عضو في مؤسسة عبد السلام بو عزّة الجزائري، منذ 1991.[2]

يذكر ان بوارشي عضو ناشط في لجنة أصحاب السفن اللبنانية والاتحاد الدولي لرابطات وكلاء الشحن FIATA والاتحاد الدولي للنقل الجوي «اياتا». وهي أيضًا عضو في مجلس إدارة المعهد الدولي IC، ومجلس إدارة الجمعية الخيرية الإسلامية - المقاصد ورئيسة رابطة عبد العزيز السلام بوعزة الجزائري.